# Эррера, Мигель
Миге́ль Эрне́сто Эрре́ра Аги́рре (исп. Miguel Ernesto Herrera Aguirre; род. 18 марта 1968 или 18 февраля 1968, Идальго) — мексиканский футболист, тренер. В начале 1990-х — игрок, а в 2013—2015 годах — главный тренер национальной сборной Мексики.

## Карьера игрока

### Клубная
Во взрослом футболе дебютировал 1987 году в команде «Эстудиантес Текос», в составе которой принял участие лишь в одном матче чемпионата. Впоследствии с 1988 по 1991 год играл в составе клубов «Сантос Лагуна», «Атланте» и «Керетаро». Своей игрой за «Керетаро» вновь привлёк внимание представителей тренерского штаба клуба «Атланте», в состав которого вернулся в 1991 году. На этот раз сыграл за эту команду следующие четыре сезона своей игровой карьеры. Большую часть времени, проведённого в составе «Атланте», был основным игроком защиты команды. В течение 1995—2001 годов защищал цвета клубов «Торос Несса» и «Атланте».

### В сборной
1993 году дебютировал в официальных матчах в составе национальной сборной Мексики. На протяжении карьеры в национальной команде, которая длилась всего 2 года, провёл в форме главной команды страны 14 матчей. В составе сборной был участником розыгрыша Кубка Америки в 1993 году в Эквадоре, где вместе с командой завоевал «серебро».

## Карьера тренера
Начал тренерскую карьеру вскоре после завершения карьеры игрока, в 2002 году, возглавив тренерский штаб команды «Атланте». В дальнейшем работал в мексиканском клубном футболе, возглавлял команды «Монтеррей», «Идальго», «Эстудиантес Текос» и «Америка».
В 2013 году был назначен главой тренерского штаба национальной сборной Мексики, вывел сборную на чемпионат мира 2014 года в Бразилии. Команда вышла в 1/8 финала, где уступила Нидерландам, выигрывая до 88-й минуты. Эррера был признан самым низкооплачиваемым тренером чемпионата (его годовой оклад составлял 125 тысяч фунтов стерлингов), а его эмоции на поле сделали его любимцем публики.
В 2015 году сборная под руководством Эрреры выиграла Золотой кубок КОНКАКАФ, но после финала тренер ударил журналиста, за что был уволен.
В 2015—2017 годах работал в «Тихуане». Затем вернулся в «Америку» и к февралю 2019 года достиг отметки в 100 побед, а в апреле 2019 года выиграл кубок Copa MX.
В 2021—2022 годах проработал в УАНЛ Тигрес. В 2023 году вернулся в «Тихуану».
7 января 2025 года было объявлено, что Мигель Эррера стал новым главным тренером сборной Коста-Рики.

## Достижения

### В качестве игрока
Атланте
- Чемпион Мексики: 1992/93
- Финалист Кубка чемпионов КОНКАКАФ: 1994

 Сборная Мексики
- Серебряный призёр Кубка Америки: 1993

### В качестве тренера
Америка
- Чемпион Мексики: 2013 (К)

 Сборная Мексики
- Победитель Золотого кубка КОНКАКАФ: 2015